# Anish Kapoor

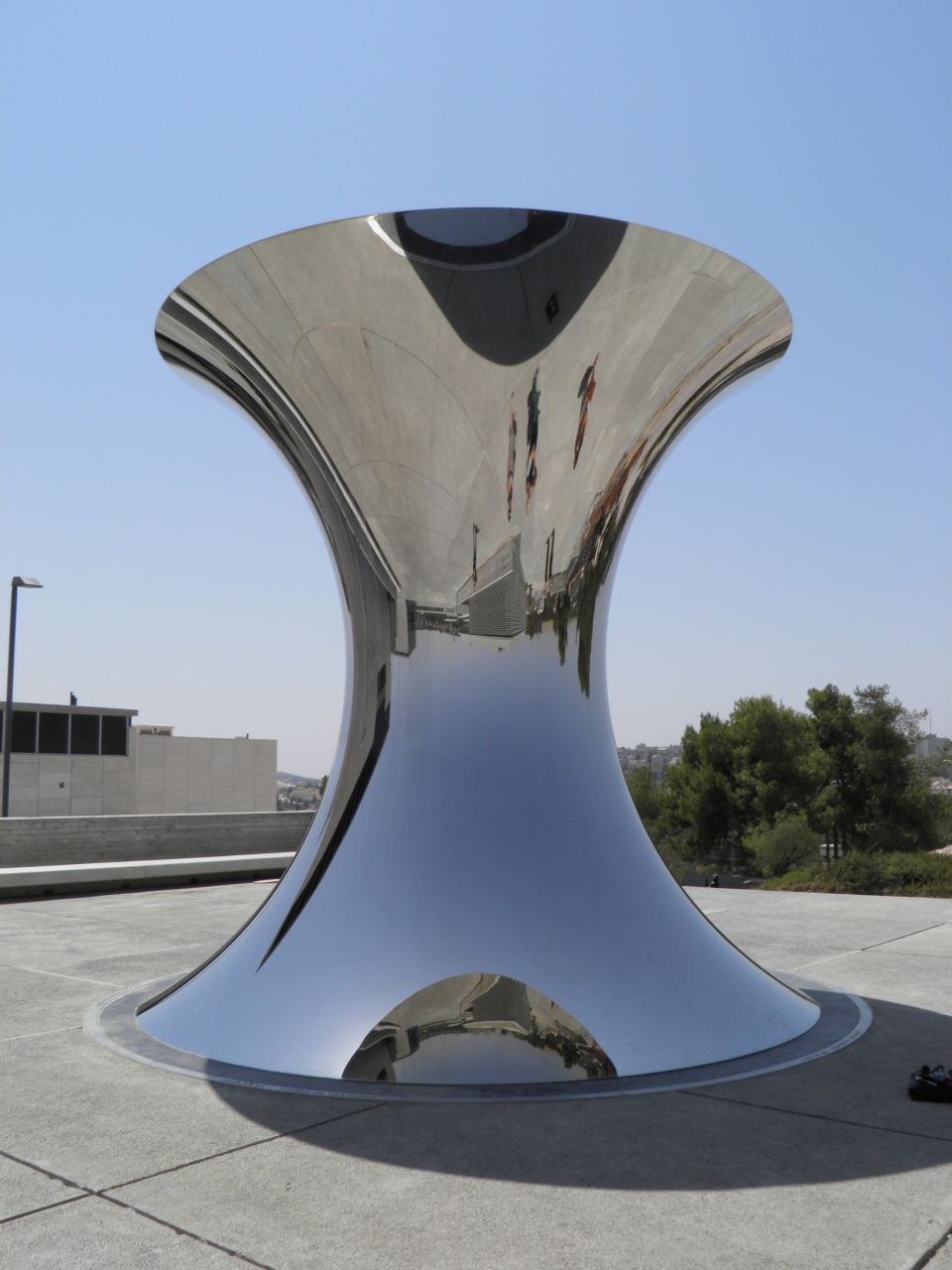
Turning the World upside down, utanför Israel Museum i Jerusalem.

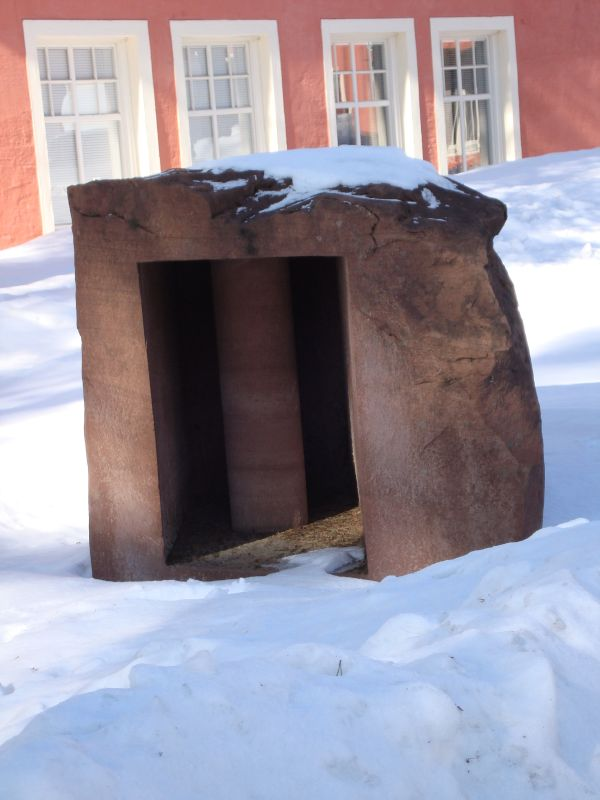
Pillar of Light på Umedalen skulptur 1991.

Anish Kapoor, född 12 mars 1954 i Bombay i Indien, är en indisk-brittisk skulptör, bosatt i Bristol.

## Biografi
Kapoor flyttade 1972 till Storbritannien för att studera i Hornsey och Chelsea. I början av 1980-talet vann Kapoor internationell ryktbarhet som en i en ny generation brittiska konstnärer tillsammans med bland andra Geoff Bunn, Tony Cragg, Richard Deacon, Antony Gormley, Bill Woodrow och Richard Wentworth. År 1991 erhöll han Turnerpriset.
Huvudparten av Kapoors konstverk består av enkla geometriska, svängda former. Ofta kombineras dessa former med starka färger. På Moderna museet finns skulpturen Mother as a Void – ett 240 cm i diameter liggande ägg med avklippt topp i vilket man endast ser mörker. Sedan sent 1990-tal har Kapoor även arbetat i betong. Han är också känd för sitt 155 meter långa verk Marsyas (2002), i samarbete med Cecil Balmond, som är installerat i entréhallen på konstmuseet Tate Modern i London. Det består av tre stålringar täckta med mörkröd PVC, med de två stålringarna i ändarna vertikala och den i mitten horisontell.